# Let It Be (film)
Let It Be är en brittisk dokumentärfilm om The Beatles från 1970, regisserad av Michael Lindsay-Hogg.
Filmen är inspelad i Twickenham Studios, Apple-studion och på taket till Apples kontor i januari 1969. Förutom medlemmarna i The Beatles medverkar Billy Preston på keyboard. Arbetsnamnet för filmen var Get Back. Tanken var att man skulle följa hur gruppen repeterade in ett nytt material, spelade in en skiva och slutligen gav en konsert. Den ursprungliga Get Back-LP:n gavs inte ut. Istället för ett rent soundtrack överlämnades tejperna till den amerikanske producenten Phil Spector, som mixade om dem till ett LP-album med titeln Let It Be. Skivan salufördes till en början tillsammans med en bilderbok från filmen. Denna bok behöll dock namnet Get Back.
En del av de låtar gruppen repeterar i filmen kom i färdigt skick att ges ut på LP:n Abbey Road på hösten 1969. Beatles spelade också cover på både 50-talsrocklåtar och egna 60-talshits. Låten "Dig It", som tillskrivits samtliga fyra Beatlesmedlemmar, ingår i filmen i lång version. På LP:n Let It Be hade Phil Spector klippt ner den till en kort snutt.
Filmen vann en Oscar för bästa originalmusik vid Oscarsgalan 1971.

## Låtlista
Alla sånger är skrivna av Lennon/McCartney där inget annat namn anges.
1. Paul's Piano Intro
2. Don't Let Me Down
3. Maxwell's Silver Hammer
4. Two of Us
5. I've Got a Feeling
6. Oh! Darling
7. The One After 909
8. Jazz Piano Song (McCartney/Starkey)
9. Across the Universe
10. All I Want Is You (senare kallad Dig a Pony)
11. Suzy Parker (Lennon/McCartney/Harrison/Starkey)
12. I Me Mine (Harrison)
13. For You Blue (Harrison)
14. Bésame Mucho (Velázquez/Skylar)
15. You've Really Got a Hold on Me (Robinson)
16. The Long and Winding Road
17. Shake Rattle and Roll (Stone)
18. Kansas City (Jerry Leiber och Mike Stoller)
19. Dig It (Lennon/McCartney/Harrison/Starkey)
20. Let It Be
21. Get Back